# Wimie Wilhelm
Pour les articles homonymes, voir Wilhelm.
Wimie Wilhelm, nom de scène de Wilhelmina Johanna Berndina Wilhelm, née le 21 août 1961 à Amsterdam, et morte le 16 septembre 2023 dans la même ville, est une actrice, réalisatrice et artiste de cabaret néerlandaise.

## Filmographie

### Actrice

#### Cinéma et téléfilms
- 1992 : Let's Talk About Sex (court métrage) : la directrice
- 1992 : Niemand de deur uit (nl) : la conductrice du train
- 1994 : Madelief: Met de poppen gooien : la voisine
- 1995 : Antonia et ses filles : Letta
- 1996 : Unit 13 (nl) : la voisine
- 1997 : Sterker dan drank : la propriétaire d'école de conduite
- 1998 : Les Gravos (Flodder) : l'infirmière
- 1998-2006 : Inspecteur de Cock (Baantjer) : deux rôles (Els Peeters et Alinda Boermans)
- 1999 : Oud Geld (nl) : Mme van Berkenstijn
- 1999 : Missing Link (nl) : Riet Allufs
- 1999 : Un gamin (Kruimeltje) : la nouvelle résidente
- 2000 : Blauw blauw (nl) : la présidente
- 2000 : Wildschut et De Vries (nl) : Bob
- 2002 : De vloer op (nl) : divers rôles
- 2002 : Peter Bell : la pauvre madame
- 2003 : Najib en Julia (nl) : la professeure
- 2005 : Deuce Bigalow : Gigolo malgré lui : Heavyset Maid
- 2005 : Jardins secrets : Elma
- 2006 : Black Book : la gardienne de prison
- 2007 : Dennis P. (nl) : l'employé Cash n° 1
- 2007 : Groen is toch de mooiste kleur voor gras : Agnes
- 2007-2009 : De co-assistent (nl) : deux rôles (Docteur Nina Visser et la pédiatre)
- 2008 : Hitte/Harara (nl) : Emma
- 2008 : Godenzoon : Elza
- 2009 : Kikkerdril (nl) : la conductrice de bus
- 2009 : S1ngle (nl) : la femme du plombier
- 2009 : Nothing Personal : la propriétaire de Hollande
- 2009 : Sorry Minister (nl) : Wilma Bever
- 2010 : Toren C : la visiteuse
- 2012 : Koen Kampioen (nl) : Tini
- 2013 : Dokter Tinus : Maud Koppens
- 2013 : Doris (nl) : la professeur de piano
- 2014 : Danni Lowinski (nl) : Rita
- 2014 : Smeris (nl) : Mme Aars
- 2014 : IJspaard (nl) : Sanne Maas
- 2014 : Nieuwe buren (nl) : la psychologue Hetty
- 2015 : Flikken Maastricht : la personne de contact
- 2015 : Weg Met Willem : Maria
- 2015 : Gloria (nl) : Bakker
- 2016 : Familieweekend (nl) : l'agente
- 2016 : Alleen op de wereld : la réfugiée pour femme
- 2017 : Ghost Corp : Tini
- 2017 : Vechtershart (nl) : Wilma Hogendorp
- 2018 : Get Lost! : Margot
- 2018 : Connie & Clyde (nl) : Rachel
- 2023 : Le mauvais camp : la série (en)

### Réalisatrice
- 2011 : Klaas van der Eerden (nl) - Schwalbe
- 2014 : Richard Groenendijk (nl) - Alle dagen
- 2015 : Rayen Panday (nl) - Vrijspraak